# Zamarada schalida
Zamarada schalida là một loài bướm đêm trong họ Geometridae.